# Dolina Sandrowa Brdy

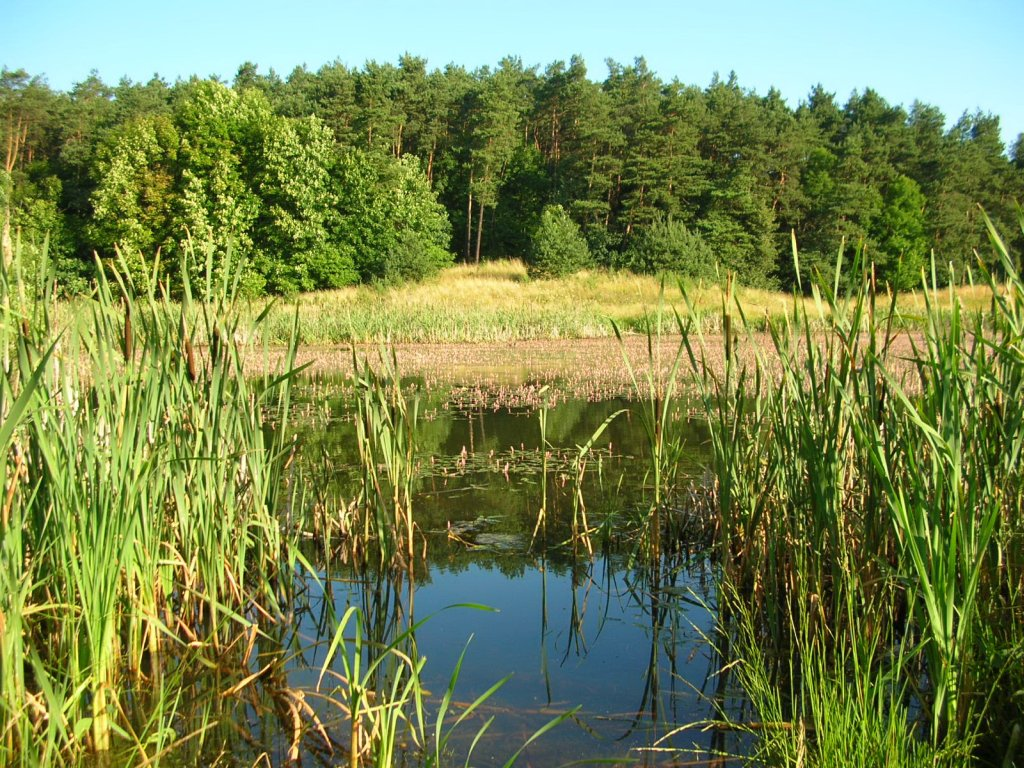
Torfowisko na Osowej Górze

Dolina Sandrowa Brdy (314.721) – mikroregion fizycznogeograficzny, stanowiący południową część mezoregionu Doliny Brdy.

## Położenie
Mikroregion zajmuje wschodnią i zachodnią część Doliny Brdy w Bydgoszczy i na północ od miasta.
Z powodu rozdzielenia Doliną Smukalską, wydziela się części:
- Dolinę Sandrową Brdy Zachodnią (314.721.01) – Opławiec, Osowa Góra;
- Dolinę Sandrową Brdy Wschodnią (314.721.02) – Smukała, Piaski.

## Charakterystyka
Mikroregion obejmuje erozyjne terasy sandrowe z piaskami różnej frakcji, o przeciętnej miąższości 2–4 m, zalegającymi na glinie piaszczystej lub zwartej. Lokalnie osady czwartorzędowe mają niewielką miąższość i przeciętnie na głębokości 2–5 m stwierdza się iły plioceńskie (Tryszczyn – Janowo). Pod względem rzeźby terenu są to obszary o niewielkich deniwelacjach (2–4 m), które powstały w wyniku eolicznego przekształcenia piasków sandrowych. Piaski te zajmują względnie dużą powierzchnię, zarówno w części zachodniej jak i wschodniej Doliny Sandrowej.
W rejonie Osowej Góry występują obniżenia, wypełnione wodą, które mają charakter wytopiskowy oraz są pochodzenia antropogennego (eksploatacja kruszywa). W obniżeniach pochodzenia naturalnego występują namuły mineralno-organiczne oraz osady torfowe (do 2 m miąższości). Jedno z torfowisk na Osowej Górze jest objęte ochroną jako użytek ekologiczny.
Dużą powierzchnię na terenie mikroregionu zajmują lasy, głównie sosnowe, a tylko lokalnie można spotkać nasadzenia dębowe. Pod względem siedliskowym na znacznej powierzchni występuje siedlisko boru mieszanego oraz uboższych postaci grądu, a na części terenu – subatlantyckiego boru świeżego.
Niewielką powierzchnię zajmują tereny zainwestowane. W części północno-zachodniej jest to zabudowa letniskowa Janowa, a także zabudowa mieszkaniowa, przeważnie jednorodzinna – w dzielnicy Piaski oraz na Osowej Górze.
Sandrowa Dolina Brdy ma duże znaczenie dla ochrony wód Brdy, które stanowią źródło wody pitnej dla mieszkańców Bydgoszczy. Większość terenów leśnych tych mikroregionów jest objęta ochroną w obrębie Obszarze Chronionego Krajobrazu Zalewu Koronowskiego, a w południowej części mikroregionu Wschodniego występuje fragment Zespołu Nadwiślańskich Parków Krajobrazowych. Kompleksy leśne mają również istotne znaczenie dla stanu powietrza atmosferycznego w północnych i zachodnich dzielnicach miasta.